# Latehar
Latehar là một thành phố và là một khu vực quy hoạch (notified area) của quận Palamu thuộc bang Jharkhand, Ấn Độ.

## Địa lý
Latehar có vị trí 23°45′B 84°30′Đ / 23,75°B 84,5°Đ Nó có độ cao trung bình là 387 mét (1269 feet).

## Nhân khẩu
Theo điều tra dân số năm 2001 của Ấn Độ, Latehar có dân số 19.067 người. Phái nam chiếm 53% tổng số dân và phái nữ chiếm 47%. Latehar có tỷ lệ 61% biết đọc biết viết, cao hơn tỷ lệ trung bình toàn quốc là 59,5%: tỷ lệ cho phái nam là 70%, và tỷ lệ cho phái nữ là 51%. Tại Latehar, 15% dân số nhỏ hơn 6 tuổi.